# Dunkelfelder
Le  dunkelfelder  est un cépage de cuve allemand de raisins noirs.

## Origine et répartition géographique
Le cépage est une obtention de G.A. Froelich adopté par l'institut Institut für Rebenzüchtung und Rebenveredlung der Hessischen Forschungsanstalt für Weinbau, Gartenbau, Getränketechnologie und Landespflege à Geisenheim. L'origine génétique est non vérifiée mais ce serait un croisement des cépages Teinturier du Cher x  Portugais bleu réalisé en 1928. Le cépage est autorisé dans de nombreux Länder en Allemagne où il couvre 317 hectares. 
Il est un peu cultivé en Grande-Bretagne.

## Caractères ampélographiques
- Extrémité du jeune rameau cotonneux, rougeâtre
- Feuilles adultes, à 5 lobes, un sinus pétiolaire en lyre plus ou moins fermée, des dents ogivales, moyennes.

## Aptitudes culturales
La maturité est de deuxième  époque moyenne: 15 - 20 jours après le chasselas.

## Potentiel technologique
Les grappes  sont moyennes et les baies sont de taille moyenne à grosse. La grappe est cylindrique, aliée et moyennement compacte. Le dunkelfelder est un cépage teinurier. Le cépage donne des vins rouges d'une bonne intensité colorante.

## Synonymes
Le  dunkelfelder  est connu sous les noms de V4, Farbtraube Froelich et Purpur.